# Joaquín Laso
Joaquín Laso (Balcarce, 4 luglio 1990) è un calciatore argentino, difensore del Tigre.

## Caratteristiche tecniche
È un difensore centrale.

## Palmarès

### Club

#### Competizioni nazionali
- Primera B Nacional: 1

Argentinos Juniors: 2016-2017